# Soppo
Soppo – miasto w południowo-zachodnim Kamerunie.
W latach 1904–1914 była tu siedziba niemieckiego garnizonu kolonialnego.
Ze względu na umiarkowane temperatury spowodowane położeniem na wysokości ok. 700 m n.p.m. misjonarz baptystów Carl Jacob Bender uznał Soppo za dobre miejsce na placówkę dla misjonarzy działających na wybrzeżu Kamerunu. W 1930 roku zbudowano tu kościół, który nadal istnieje.